# 1983年のル・マン24時間レース

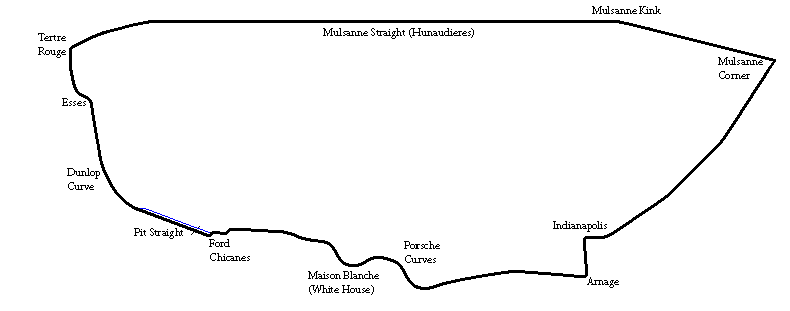
1983年のコース

1983年のル・マン24時間レース（24 Heures du Mans 1983 ）は、51回目のル・マン24時間レースであり、1983年6月18日から6月19日にかけてフランスのサルト・サーキットで行われた。

## 概要
暫定的なクラスがなくなり、グループBとグループCによるすっきりしたクラス分けになった。
サイズはグループCと同じだが燃料タンク容量55リットル、最低重量700kgのグループCジュニアがクラスとして新設された。
公式ポスターは前年優勝したポルシェ・956であった。

### グループC
ポルシェは前年の優勝車ポルシェ・956のカスタマースペックを市販し、さらに性能向上を図ったワークス3台を含めて11台が出場することとなった。ただワークスのエンジンはマネージメントシステムがモトロニックMP1.2になった935/82型に進化しており、またカスタマー・スペックは前年のワークススペックと比較し30kgから70kg重かった。
フェラーリV型8気筒ターボエンジンを搭載したランチア・LC2などグループCの車両が各社から登場した。

### グループCジュニア
マツダはこれまでのマツダ・RX-7ベースでないレース専用車、マツダ・717Cを製作し、チーム名「マツダスピード」を登記しレース専門会社となっての参戦となった。またマツダのエースドライバーで西のレース拠点だった片山マツダの片山義美が参加したことは、東のレース拠点だったマツダオート東京がしていたル・マン挑戦をマツダが正式にオーソライズしたことを示した。

## 予選
ランチアはLC2のターボ過給圧を上げて出力を800PSとし予選で速さをアピールしポルシェをかく乱する作戦を取り、3分20秒79を記録したが、ポルシェもターボ過給圧を上げるとともに高グリップのタイヤを使用して対抗、前年タイムを13秒も短縮する3分16秒56でポールポジションを取った。ランチアの記録は2位であった。
マツダ・717Cは空気抵抗低減を優先しすぎて直線でもコーナーでも安定性がなく、予選タイムは昨年を下回った。しかし初めて余裕を持って予選を通過し、後は決勝のセッティングを詰めることに専念した。

## 決勝
出走は51台。
他のグループC車両は全くポルシェ・956についていけず、トラブルを起こしては大きく遅れまたリタイアし、4時間目の時点ではポルシェ・956がトップ10を全て占めていた。
ワークスポルシェの1号車ジャッキー・イクスがプライベーターのポルシェにミュルサンヌコーナーで追突されて大きく後退したものの、ガス欠寸前まで給油しないで引っ張る凄まじい追い上げを展開し、4時間目の時点でプライベーターのポルシェ全てを追いぬいて周回遅れながら3位に順位を上げ、前年予選最高タイムとほぼ同じ3分29秒7を記録して追い上げた。

## 結果
完走は20台。
ヴァーン・シュパン/ハーレイ・ヘイウッド/アル・ホルバート組のポルシェ・956、3号車はゴール2時間前にドアが吹き飛び、エンジンが冷却不足となって過熱、最終ドライバーとなったアル・ホルバートは白煙を吐かせながらもだましだましゴールまで走らせ、24時間で5,047.934kmを平均速度210.330km/hで走って優勝した。ジャッキー・イクス/デレック・ベル組は同一周回内の3.35km差まで詰め寄ったが2位に終わった。
結局ポルシェ・956はジョン・フィッツパトリックの11号車が燃料ポンプのトラブルで11時間目に、ワークスの2号車がエンジントラブルで21時間目にリタイアしたのみに留まり、9位のザウバー・C7を除いてトップ10全てポルシェ・956が占めた。前年と違いポルシェ同士の競争でペースが上がり、プライベーター最高位となった3位のクレマーは前年の優勝車より走行距離で63km上回り、4位のヨーストも28km上回った。厳しい燃費規制の下で5,000kmを超え、しかもモトロニックは進歩途上であったことは、年ごとに進歩するポルシェの技術を明確にした。
マツダ・717Cは61号車がコース上の異物により右後輪をバーストさせ一時最下位となったものの、その他には何もトラブルを起こさず最終的に60号車総合12位クラス優勝、61号車総合18位クラス2位を得た。
| 順位   | クラス  | 号車 | チーム                                                  | ドライバー                                                                                     | シャシ                                               | タイヤ | 周回数 |
| 順位   | クラス  | 号車 | チーム                                                  | ドライバー                                                                                     | Engine                                               | タイヤ | 周回数 |
| ------ | ------- | ---- | ------------------------------------------------------- | ---------------------------------------------------------------------------------------------- | ---------------------------------------------------- | ------ | ------ |
| 1      | Gr.C    | 3    | ロスマンズポルシェ                                      | - ヴァーン・シュパン - ハーレイ・ヘイウッド - アル・ホルバート                                 | ポルシェ・956                                        | D      | 370    |
| 1      | Gr.C    | 3    | ロスマンズポルシェ                                      | - ヴァーン・シュパン - ハーレイ・ヘイウッド - アル・ホルバート                                 | ポルシェ・935/82型2,649cc水平対向6気筒ターボ         | D      | 370    |
| 2      | Gr.C    | 1    | ロスマンズポルシェ                                      | - ジャッキー・イクス - デレック・ベル                                                          | ポルシェ・956                                        | D      | 370    |
| 2      | Gr.C    | 1    | ロスマンズポルシェ                                      | - ジャッキー・イクス - デレック・ベル                                                          | ポルシェ・935/82型2,649cc水平対向6気筒ターボ         | D      | 370    |
| 3      | Gr.C    | 21   | ポルシェ・クレマー・レーシング                          | - マリオ・アンドレッティ - マイケル・アンドレッティ - フィリップ・アリオー                     | ポルシェ・956                                        | G      | 364    |
| 3      | Gr.C    | 21   | ポルシェ・クレマー・レーシング                          | - マリオ・アンドレッティ - マイケル・アンドレッティ - フィリップ・アリオー                     | ポルシェ・935/76型2,649cc水平対向6気筒ターボ         | G      | 364    |
| 4      | Gr.C    | 12   | Sorga S.A. / ヨースト・レーシング                       | - フォルカート・メール - クレメンス・シュケンテンツ - マウリシオ・デ・ナルバエツ               | ポルシェ・956                                        | D      | 361    |
| 4      | Gr.C    | 12   | Sorga S.A. / ヨースト・レーシング                       | - フォルカート・メール - クレメンス・シュケンテンツ - マウリシオ・デ・ナルバエツ               | ポルシェ・935/76型2,649cc水平対向6気筒ターボ         | D      | 361    |
| 5      | Gr.C    | 16   | ジョン・フィッツパトリック・レーシング                  | - ジョン・フィッツパトリック - ガイ・エドワーズ - ルパート・キーガン                           | ポルシェ・956                                        | G      | 358    |
| 5      | Gr.C    | 16   | ジョン・フィッツパトリック・レーシング                  | - ジョン・フィッツパトリック - ガイ・エドワーズ - ルパート・キーガン                           | ポルシェ・935/76型2,649cc水平対向6気筒ターボ         | G      | 358    |
| 6      | Gr.C    | 8    | Sorga S.A. / ヨースト・レーシング                       | - クラウス・ルドヴィック - ステファン・ヨハンソン - ボブ・ウォレク                             | ポルシェ・956                                        | D      | 354    |
| 6      | Gr.C    | 8    | Sorga S.A. / ヨースト・レーシング                       | - クラウス・ルドヴィック - ステファン・ヨハンソン - ボブ・ウォレク                             | ポルシェ・935/76型2,649cc水平対向6気筒ターボ         | D      | 354    |
| 7      | Gr.C    | 18   | オーベルマイヤーレーシング                              | - アクセル・プランケンホルン - デジレ・ウィルソン - ユルゲン・ラシッグ                         | ポルシェ・956                                        | D      | 347    |
| 7      | Gr.C    | 18   | オーベルマイヤーレーシング                              | - アクセル・プランケンホルン - デジレ・ウィルソン - ユルゲン・ラシッグ                         | ポルシェ・935/76型2,649cc水平対向6気筒ターボ         | D      | 347    |
| 8      | Gr.C    | 14   | - キヤノンカメラ・レーシング - GTiエンジニアリング      | - ジョナサン・パーマー - ヤン・ラマース - リチャード・ロイド                                   | ポルシェ・956                                        | ?      | 339    |
| 8      | Gr.C    | 14   | - キヤノンカメラ・レーシング - GTiエンジニアリング      | - ジョナサン・パーマー - ヤン・ラマース - リチャード・ロイド                                   | ポルシェ・935/76型2,649cc水平対向6気筒ターボ         | ?      | 339    |
| 9      | Gr.C    | 46   | ザウバー・チーム・スイス                                | - ディエゴ・モントーヤ - トニー・ガルシア - アルバート・ナオン                                 | ザウバー・C7                                         | D      | 338    |
| 9      | Gr.C    | 46   | ザウバー・チーム・スイス                                | - ディエゴ・モントーヤ - トニー・ガルシア - アルバート・ナオン                                 | BMW・M88型3.5リットル直列6気筒                       | D      | 338    |
| 10     | Gr.C    | 47   | プレストン・ヘン・Tバード・スワップ・ショップ           | - プレストン・ヘン - ジャン＝ルイ・シュレッサー - クロード・バローレナ                         | ポルシェ・956                                        | G      | 327    |
| 10     | Gr.C    | 47   | プレストン・ヘン・Tバード・スワップ・ショップ           | - プレストン・ヘン - ジャン＝ルイ・シュレッサー - クロード・バローレナ                         | ポルシェ・935/76型2,649cc水平対向6気筒ターボ         | G      | 327    |
| 11     | Gr.B    | 93   | Charles Ivey Racing                                     | - ジョン・クーパー - ポール・スミス - デヴィッド・オヴェイ                                     | ポルシェ・930                                        | ?      | 303    |
| 11     | Gr.B    | 93   | Charles Ivey Racing                                     | - ジョン・クーパー - ポール・スミス - デヴィッド・オヴェイ                                     | ポルシェ・930型3.3リットル水平対向6気筒ターボ        | ?      | 303    |
| 12     | Gr.C Jr | 60   | マツダスピード                                          | - 従野孝司 - 寺田陽次郎 - 片山義美                                                             | マツダ・717C                                         | D      | 302    |
| 12     | Gr.C Jr | 60   | マツダスピード                                          | - 従野孝司 - 寺田陽次郎 - 片山義美                                                             | マツダ・13B型1.3リットル2ローター                    | D      | 302    |
| 13     | Gr.B    | 92   | ゲオルク・メミンガ                                      | - ゲオルク・メミンガ - ハインツ・カーンヴェイス - フリッツ・ミュラー                           | ポルシェ・930                                        | D      | 299    |
| 13     | Gr.B    | 92   | ゲオルク・メミンガ                                      | - ゲオルク・メミンガ - ハインツ・カーンヴェイス - フリッツ・ミュラー                           | ポルシェ・930型3.3リットル水平対向6気筒ターボ        | D      | 299    |
| 14     | Gr.C    | 54   | ヴァランティン・ベルタペレ                              | - ブルーノ・ソティ - ジェラール・キュイネ                                                      | URD・C81                                             | D      | 292    |
| 14     | Gr.C    | 54   | ヴァランティン・ベルタペレ                              | - ブルーノ・ソティ - ジェラール・キュイネ                                                      | BMW・M88型3.5リットル直列6気筒                       | D      | 292    |
| 15     | Gr.B    | 95   | エキップ・アルメラス・フレール                          | - ジャック・アルメラス - ジャン＝マリー・アルメラス - ジャック・ギヨー                         | ポルシェ・930                                        | M      | 279    |
| 15     | Gr.B    | 95   | エキップ・アルメラス・フレール                          | - ジャック・アルメラス - ジャン＝マリー・アルメラス - ジャック・ギヨー                         | ポルシェ・930型3.3リットル水平対向6気筒ターボ        | M      | 279    |
| 16     | Gr.C    | 10   | WMセカテバ                                              | - ロジャー・ドーシェイ - アラン・クーデル - パスカル・ファーブル                               | WM・P83                                              | M      | 278    |
| 16     | Gr.C    | 10   | WMセカテバ                                              | - ロジャー・ドーシェイ - アラン・クーデル - パスカル・ファーブル                               | プジョー・PRV型2.8リットルV型6気筒ターボ             | M      | 278    |
| 17     | Gr.C    | 41   | エムカ・プロダクション                                  | - ティフ・ニーデル - スティーブ・オルーケ - ニック・フォール                                   | エムカ・C83/1                                        | ?      | 275    |
| 17     | Gr.C    | 41   | エムカ・プロダクション                                  | - ティフ・ニーデル - スティーブ・オルーケ - ニック・フォール                                   | アストンマーティン-Tickford・DP1229型5,340ccV型8気筒 | ?      | 275    |
| 18     | Gr.C Jr | 61   | マツダスピード                                          | - スティーブ・ソパー - ジェフ・アラム - ジェームズ・ウィーバー                                 | マツダ・717C                                         | D      | 267    |
| 18     | Gr.C Jr | 61   | マツダスピード                                          | - スティーブ・ソパー - ジェフ・アラム - ジェームズ・ウィーバー                                 | マツダ・13B型1.3リットル2ローター                    | D      | 267    |
| 19     | Gr.C    | 29   | Christian Bussi                                         | - ダニエル・エレコッジ - ジャン＝ポール・リベール - パスカル・ウィトモア                       | ロンドー・M382                                       | D      | 265    |
| 19     | Gr.C    | 29   | Christian Bussi                                         | - ダニエル・エレコッジ - ジャン＝ポール・リベール - パスカル・ウィトモア                       | フォード・コスワース・DFL型3.3リットルV型8気筒       | D      | 265    |
| 20     | Gr.B    | 96   | Michel Lateste                                          | - レイモンド・ツーロール - ミシェル・ラステル - ミシェル・ビエノー                             | ポルシェ・930                                        | M      | 264    |
| 20     | Gr.B    | 96   | Michel Lateste                                          | - レイモンド・ツーロール - ミシェル・ラステル - ミシェル・ビエノー                             | ポルシェ・930型3.3リットル水平対向6気筒ターボ        | M      | 264    |
| 21 NC  | Gr.B    | 97   | レイモンド・ブーティナウ                                | - レイモンド・ブーティナウ - パトリック・ゴーニン - Alain le Page                              | ポルシェ・928S                                       | D      | 234    |
| 21 NC  | Gr.B    | 97   | レイモンド・ブーティナウ                                | - レイモンド・ブーティナウ - パトリック・ゴーニン - Alain le Page                              | ポルシェ・M28型4.7リットルV型8気筒                   | D      | 234    |
| 22 NC  | Gr.C    | 53   | A.S. École Supérieure de Tourisme                       | - フランソワ・エスノー - ティエリー・ペリエ - ベルナール・サラム                               | ランチア・LC1                                        | D      | 232    |
| 22 NC  | Gr.C    | 53   | A.S. École Supérieure de Tourisme                       | - フランソワ・エスノー - ティエリー・ペリエ - ベルナール・サラム                               | ランチア・1.4リットル直列4気筒ターボ                 | D      | 232    |
| 23 NC  | Gr.C    | 51   | スクーデリア・シルヴァマ・モーター                      | - オスカー・ララウリ - マッシモ・シガーラ - マックス・コーエンオリバー                         | ランチア・LC1                                        | D      | 217    |
| 23 NC  | Gr.C    | 51   | スクーデリア・シルヴァマ・モーター                      | - オスカー・ララウリ - マッシモ・シガーラ - マックス・コーエンオリバー                         | ランチア・1.4リットル直列4気筒ターボ                 | D      | 217    |
| 24 NC  | Gr.C Jr | 65   | フランソワ・デュレ                                      | - ジョン・シェルドン - フランソワ・デュレ - イアン・ハローワー                                 | De Cadenet-ローラ                                    | ?      | 214    |
| 24 NC  | Gr.C Jr | 65   | フランソワ・デュレ                                      | - ジョン・シェルドン - フランソワ・デュレ - イアン・ハローワー                                 | フォード・コスワース・DFV型3.0リットルV型8気筒       | ?      | 214    |
| 25 DSQ | Gr.C    | 30   | プリマガス                                              | - ルシアン・グイッテニー - ピエール・イヴェール - ベルナール・ド・ドライヴァー                 | ロンドー・M382                                       | D      | 266    |
| 25 DSQ | Gr.C    | 30   | プリマガス                                              | - ルシアン・グイッテニー - ピエール・イヴェール - ベルナール・ド・ドライヴァー                 | フォード・コスワース・DFL型3.3リットルV型8気筒       | D      | 266    |
| 26 DNF | Gr.B    | 94   | クロード・ハルディ                                      | - クロード・ハルディ - ギュンター・ステッケーニヒ - ベルント・シラー                           | ポルシェ・930                                        | M      | 217    |
| 26 DNF | Gr.B    | 94   | クロード・ハルディ                                      | - クロード・ハルディ - ギュンター・ステッケーニヒ - ベルント・シラー                           | ポルシェ・930型3.3リットル水平対向6気筒ターボ        | M      | 217    |
| 27 DNF | Gr.C    | 2    | ロスマンズポルシェ                                      | - ヨッヘン・マス - ステファン・ベロフ                                                          | ポルシェ・956                                        | D      | 281    |
| 27 DNF | Gr.C    | 2    | ロスマンズポルシェ                                      | - ヨッヘン・マス - ステファン・ベロフ                                                          | ポルシェ・935/82型2,649cc水平対向6気筒ターボ         | D      | 281    |
| 28 DNF | Gr.C    | 39   | ヴァイカウント・ダウン - ペース・ペトロリアム           | - レイ・マロック - マイク・サロモン - スティーブ・アール                                       | ニムロッド・NRA/C2B                                  | A      | 218    |
| 28 DNF | Gr.C    | 39   | ヴァイカウント・ダウン - ペース・ペトロリアム           | - レイ・マロック - マイク・サロモン - スティーブ・アール                                       | アストンマーティン-Tickford・DP1229型5,340ccV型8気筒 | A      | 218    |
| 29 DNF | Gr.C    | 24   | フォード・フランス                                      | - ティエリー・ブーツェン - アンリ・ペスカロロ                                                  | ロンドー・M482                                       | M      | 174    |
| 29 DNF | Gr.C    | 24   | フォード・フランス                                      | - ティエリー・ブーツェン - アンリ・ペスカロロ                                                  | フォード・コスワース・DFL型4.0リットルV型8気筒       | M      | 174    |
| 30 DNF | Gr.C    | 20   | クック・レーシング                                      | - ラルフ・ケントクック - ジム・アダムス - フランソワ・サヴァーニン                             | ローラ・T610                                         | G      | 165    |
| 30 DNF | Gr.C    | 20   | クック・レーシング                                      | - ラルフ・ケントクック - ジム・アダムス - フランソワ・サヴァーニン                             | フォード・コスワース・DFL型4.0リットルV型8気筒       | G      | 165    |
| 31 DNF | Gr.B    | 90   | - アンジェロ・パラヴィチーニ - ブルン・モータースポーツ | - プリンス・レオポルド・フォン・バイエルン - アンジェロ・パラヴィチーニ - ジェンス・ヴィンター | BMW・M1                                              | D      | 160    |
| 31 DNF | Gr.B    | 90   | - アンジェロ・パラヴィチーニ - ブルン・モータースポーツ | - プリンス・レオポルド・フォン・バイエルン - アンジェロ・パラヴィチーニ - ジェンス・ヴィンター | BMW・M88型3.5リットル直列6気筒                       | D      | 160    |
| 32 DNF | Gr.C Jr | 63   | スクーデリア・ジョリークラブ                            | - カルロ・ファチェッティ - マルティノ・フィノット - マルコ・ヴァノリ                           | アルバ・AR2                                          | P      | 158    |
| 32 DNF | Gr.C Jr | 63   | スクーデリア・ジョリークラブ                            | - カルロ・ファチェッティ - マルティノ・フィノット - マルコ・ヴァノリ                           | ジャンニ・カルマ・FF型1.9リットル直列4気筒ターボ     | P      | 158    |
| 33 DNF | Gr.C    | 28   | - ジャン・ロンドー - フォード・フランス                 | - ヴィック・エルフォード - ジョエル・グイヤー - アン・シャルロット・バーニー                   | ロンドー・M379                                       | ?      | 136    |
| 33 DNF | Gr.C    | 28   | - ジャン・ロンドー - フォード・フランス                 | - ヴィック・エルフォード - ジョエル・グイヤー - アン・シャルロット・バーニー                   | フォード・コスワース・DFV型3.0リットルV型8気筒       | ?      | 136    |
| 34 DNF | Gr.C    | 6    | マルティニ・ランチア                                    | - パオロ・バリッラ - アレッサンドロ・ナニーニ - ジャン・クロード・アンドリュー                 | ランチア・LC2                                        | D      | 135    |
| 34 DNF | Gr.C    | 6    | マルティニ・ランチア                                    | - パオロ・バリッラ - アレッサンドロ・ナニーニ - ジャン・クロード・アンドリュー                 | フェラーリ・268C型2.6リットルV型8気筒ターボ          | D      | 135    |
| 35 DNF | Gr.C    | 5    | マルティニ・ランチア                                    | - ピエルカルロ・ギンザーニ - ハンス・ハイヤー - ミケーレ・アルボレート                         | ランチア・LC2                                        | D      | 121    |
| 35 DNF | Gr.C    | 5    | マルティニ・ランチア                                    | - ピエルカルロ・ギンザーニ - ハンス・ハイヤー - ミケーレ・アルボレート                         | フェラーリ・268C型2.6リットルV型8気筒ターボ          | D      | 121    |
| 36 DNF | Gr.C    | 9    | WMセカテバ                                              | - ジャン＝ダニエル・ローレ - ミシェル・ピニャール - Didier Theys                               | WM P83                                               | M      | 102    |
| 36 DNF | Gr.C    | 9    | WMセカテバ                                              | - ジャン＝ダニエル・ローレ - ミシェル・ピニャール - Didier Theys                               | プジョー・PRV型2.8リットルV型6気筒ターボ             | M      | 102    |
| 37 DNF | Gr.C    | 26   | フォード・フランス                                      | - アラン・フェルテ - ジャン・ロンドー - ミッシェル・フェルテ                                   | ロンドー・M482                                       | M      | 90     |
| 37 DNF | Gr.C    | 26   | フォード・フランス                                      | - アラン・フェルテ - ジャン・ロンドー - ミッシェル・フェルテ                                   | フォード・コスワース・DFL型4.0リットルV型8気筒       | M      | 90     |
| 38 DNF | Gr.C    | 11   | ジョン・フィッツパトリック・レーシング                  | - ジョン・フィッツパトリック - デイビッド・ホッブス - ディーター・クエスター                   | ポルシェ・956                                        | G      | 135    |
| 38 DNF | Gr.C    | 11   | ジョン・フィッツパトリック・レーシング                  | - ジョン・フィッツパトリック - デイビッド・ホッブス - ディーター・クエスター                   | ポルシェ・935/76型2,649cc水平対向6気筒ターボ         | G      | 135    |
| 39 DNF | Gr.C    | 13   | プリマガス                                              | - アラン・ドゥ・カデネ - イブ・クラージュ - ミシェル・デュボワ                                 | クーガー・C01B                                       | M      | 86     |
| 39 DNF | Gr.C    | 13   | プリマガス                                              | - アラン・ドゥ・カデネ - イブ・クラージュ - ミシェル・デュボワ                                 | フォード・コスワース・DFL型3.3リットルV型8気筒       | M      | 86     |
| 40 DNF | Gr.C    | 22   | ポルシェ・クレマー・レーシング                          | - デレック・ワーウィック - パトリック・ガイヤール - フランク・イエリンスキー                   | ポルシェ・クレマー・CK5                              | G      | 76     |
| 40 DNF | Gr.C    | 22   | ポルシェ・クレマー・レーシング                          | - デレック・ワーウィック - パトリック・ガイヤール - フランク・イエリンスキー                   | ポルシェ・935/76型2,649cc水平対向6気筒ターボ         | G      | 76     |
| 41 DNF | Gr.C    | 38   | - 童夢 - Colin Bennett                                  | - エリセオ・サラザール - クリス・クラフト - ニック・メイスン                                   | 童夢（マーチ）・RC82                                 | ?      | 75     |
| 41 DNF | Gr.C    | 38   | - 童夢 - Colin Bennett                                  | - エリセオ・サラザール - クリス・クラフト - ニック・メイスン                                   | フォード・コスワース・DFL型3.3リットルV型8気筒       | ?      | 75     |
| 42 DNF | Gr.C Jr | 64   | Hubert Striebig                                         | - Hubert Striebig - ノエル・デル・ベロ - ジャック・ユクラン                                    | Sthemo・SM01                                         | ?      | 71     |
| 42 DNF | Gr.C Jr | 64   | Hubert Striebig                                         | - Hubert Striebig - ノエル・デル・ベロ - ジャック・ユクラン                                    | BMW2.2リットル直列4気筒                              | ?      | 71     |
| 43 DNF | Gr.C    | 49   | グリッド・モーター・レーシング                          | - フレッド・スティッフ - ダドリー・ウッド - レイ・ラトクリフ                                   | グリッド・プラザS1                                   | F      | 69     |
| 43 DNF | Gr.C    | 49   | グリッド・モーター・レーシング                          | - フレッド・スティッフ - ダドリー・ウッド - レイ・ラトクリフ                                   | フォード・コスワース・DFL型4.0リットルV型8気筒       | F      | 69     |
| 44 DNF | Gr.C    | 36   | ブルン・モータースポーツ                                | - ジャック・ヴィルヌーヴSr. - ラドヴィッグ・ヘルムラス - デヴィッド・デーコン                  | Sehcar・C6                                           | D      | 68     |
| 44 DNF | Gr.C    | 36   | ブルン・モータースポーツ                                | - ジャック・ヴィルヌーヴSr. - ラドヴィッグ・ヘルムラス - デヴィッド・デーコン                  | フォード・コスワース・DFL型4.0リットルV型8気筒       | D      | 68     |
| 45 DNF | Gr.C    | 72   | ジャン・ロンドー                                        | - ダニー・スノベック - グザヴィエ・ラペイル - アラン・クディーニ                               | ロンドー・M382                                       | M      | 31     |
| 45 DNF | Gr.C    | 72   | ジャン・ロンドー                                        | - ダニー・スノベック - グザヴィエ・ラペイル - アラン・クディーニ                               | フォード・コスワース・DFL型3.3リットルV型8気筒       | M      | 31     |
| 46 DNF | Gr.C    | 4    | マルティニ・ランチア                                    | - ミケーレ・アルボレート - テオ・ファビ - アレッサンドロ・ナニーニ                             | ランチア・LC2                                        | D      | 27     |
| 46 DNF | Gr.C    | 4    | マルティニ・ランチア                                    | - ミケーレ・アルボレート - テオ・ファビ - アレッサンドロ・ナニーニ                             | フェラーリ・268C型2.6リットルV型8気筒ターボ          | D      | 27     |
| 47 DNF | Gr.C    | 43   | Peer Racing                                             | - フランソワ・ミゴール - デイブ・ケネディ - マーティン・ビレーン                               | フォード・C100                                       | G      | 16     |
| 47 DNF | Gr.C    | 43   | Peer Racing                                             | - フランソワ・ミゴール - デイブ・ケネディ - マーティン・ビレーン                               | フォード・コスワース・DFL型3.3リットルV型8気筒       | G      | 16     |
| 48 DNF | Gr.C    | 25   | フォード・フランス                                      | - ジャン＝ピエール・ジョッソー - フィリップ・ストレイフ                                        | ロンドー・M482                                       | M      | 12     |
| 48 DNF | Gr.C    | 25   | フォード・フランス                                      | - ジャン＝ピエール・ジョッソー - フィリップ・ストレイフ                                        | フォード・コスワース・DFL型3.3リットルV型8気筒       | M      | 12     |
| 49 DNF | Gr.C    | 15   | ベルガ・チーム・ヨーストレーシング                      | - ジャン＝ミシェル・マルタン - マルク・デュエツ - フィリップ・マルタン                         | ポルシェ・936C                                       | D      | 9      |
| 49 DNF | Gr.C    | 15   | ベルガ・チーム・ヨーストレーシング                      | - ジャン＝ミシェル・マルタン - マルク・デュエツ - フィリップ・マルタン                         | ポルシェ・935/76型2.7リットル水平対向6気筒ターボ     | D      | 9      |
| 50 DNF | Gr.C    | 42   | リチャード・クレアー・レーシング                        | - トニー・ドロン - リチャード・クレアー - リチャード・ジョーンズ                               | ポルシェ・クレマーCK5                                | ?      | 8      |
| 50 DNF | Gr.C    | 42   | リチャード・クレアー・レーシング                        | - トニー・ドロン - リチャード・クレアー - リチャード・ジョーンズ                               | ポルシェ・935/76型2,649cc水平対向6気筒ターボ         | ?      | 8      |
| 51 DNF | Gr.B    | 91   | エドガー・デーレン                                      | - Alain Yvon - ジャン＝マリー・レメルレ - ミカエル・クランケンベルク                           | ポルシェ・930                                        | ?      | 7      |
| 51 DNF | Gr.B    | 91   | エドガー・デーレン                                      | - Alain Yvon - ジャン＝マリー・レメルレ - ミカエル・クランケンベルク                           | ポルシェ・930型3.0リットル水平対向6気筒ターボ        | ?      | 7      |